# Dremel

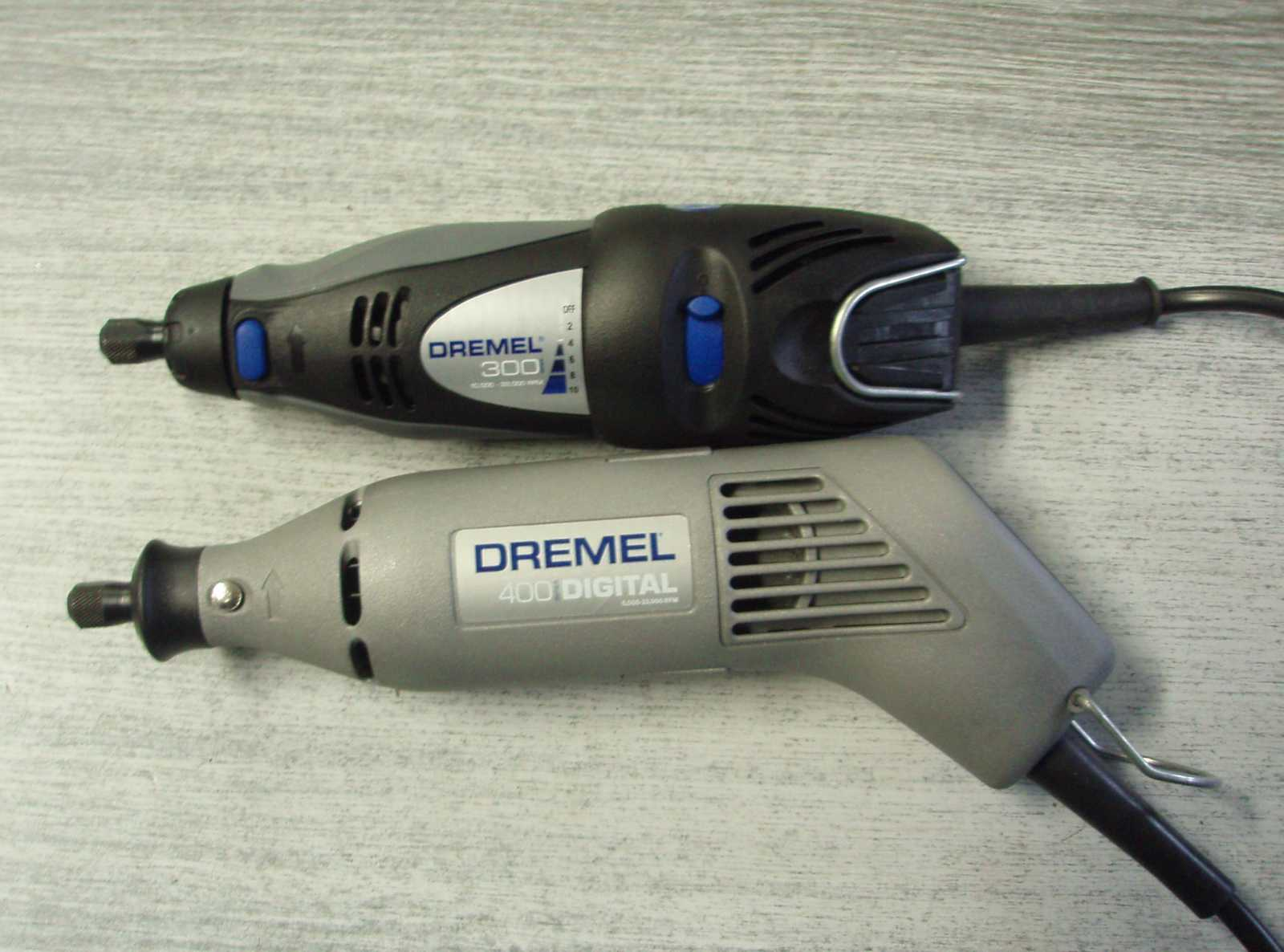
Dremel 300 a digitální Dremel 400

Dremel je ochranná známka registrovaná pro elektrické nářadí vyráběné firmou Dremel Company založenou Albertem J. Dremelem v roce 1932 v Racine ve Wisconsinu.
V roce 1993 se tato společnost stala součástí Robert Bosch GmbH a v současnosti je jednou z jejích divizí. Výroba probíhá v továrně v Mount Prospect v Illinois.
Původní typ nářadí Dremel je vlastně malá vysokorychlostní přímá bruska. Používá se k opracování dřeva, kovů a dalších materiálů. Příslušenství se upíná pomocí kleštiny se závitem. Díky široké nabídce příslušenství může uživatel se strojem vrtat, brousit, frézovat, čistit, leštit a gravírovat, nebo třeba ostřit nástroje. Otáčky lze pomocí elektroniky plynule měnit v rozsahu od 5 000 do 35 000, některé verze mají k přesnějšímu rozlišení regulace otáček displej z tekutých krystalů.
Dremel je velice univerzálním typem nářadí, používají jej zejména modeláři, kutilové, ale uplatnění nachází i v průmyslu při výrobě modelů a forem.
V současnosti firma vyrábí i akumulátorové verze s Li-Ion technologií, modelářské lepicí pistole, lupénkové pily.